# Сарыобинский сельский округ
Сарыоби́нский се́льский окру́г (каз. Сарыоба ауылдық округі) — административная единица в составе Аршалынского района Акмолинской области.
Административный центр — село Сарыоба.

## География
Административно-территориальное образование расположено в северо-восточной части Аршалынского района. В состав сельского округа входит 2 населённых пункта.
Граничит с землями административных единиц:
- Булаксайский сельский округ — на севере,
- Ерейментауский район — на востоке,
- Михайловский сельский округ — на юге,
- Волгодоновский сельский округ — на западе.

Территория сельского округа расположена на казахском мелкосопочнике. Рельеф местности в основном представляет из себя равнину с малыми возвышенностями. Перепад высот незначительны; средняя высота округа — около 410 метров над уровнем моря.
Гидрографическая сеть округа представлена озерами Большая Сары-Оба, Малая Сары-Оба, Шеркал и другими.
Климат холодно-умеренный, с хорошей влажностью. Среднегодовая температура воздуха положительная и составляет около +3,9°С. Среднемесячная температура воздуха в июле достигает +19,8°С. Среднемесячная температура января составляет около -14,2°С. Среднегодовое количество осадков составляет около 440 мм. Основная часть осадков выпадает в период с мая по август.
Через территорию сельского округа проходит Южно-Сибирская железнодорожная магистраль. 

## История
В 1989 году территория нынешнего сельского округа административно входила в состав Нововладимировского сельсовета (сёла Нововладимировка, Акжар, Владимировка, Заря, Сарыоба, Херсоновка, станция Сарыоба).
В периоде 1991—1998 годов, сёла Владимировка, Сарыоба, станция Сарыоба — образовали отдельное административно-территориальное образование — Сарыобинский сельский округ с центром в селе Сарыоба;
В 2010 году село Владимировка было упразднено.

## Население
| Численность населения | Численность населения |
| 1999                  | 2009                  |
| --------------------- | --------------------- |
| 1657                  | ↘1469                 |

## Состав
| № | Населённый пункт | Тип населённого пункта       | Население, 1989 | Население, 1999 | Население, 2009 |
| - | ---------------- | ---------------------------- | --------------- | --------------- | --------------- |
| 1 | Владимировка     | село, упразднено             | 104             | 54              | -               |
| 2 | Сарыоба          | село, административный центр | 814             | 917             | 784             |
| 3 | Сарыоба          | станция                      | 598             | 686             | 685             |

## Местное самоуправление
Аппарат акима Сарыобинского сельского округа — село Сарыоба, улица Абая, 36.
- Аким сельского округа — Мухаметрахимов Амангельды Сайлауович[1].